# Atletisme als Jocs Olímpics d'Estiu de 1932 - marató masculina
La marató masculina va ser una de les proves del programa d'atletisme disputades durant els Jocs Olímpics d'Estiu de Los Angeles de 1932. La prova es va disputar el 7 d'agost de 1932 i hi van prendre part 28 atletes de 14 nacions diferents. Es permetia un màxim de tres atletes per país. La competició fou guanyada per Juan Carlos Zabala.

## Medallistes
| Or                       | Plata               | Bronze               |
| Juan Carlos Zabala (ARG) | Samuel Ferris (GBR) | Armas Toivonen (FIN) |

## Rècords
Aquests eren els rècords del món i olímpic que hi havia abans de la celebració dels Jocs Olímpics de 1932.
| Rècord del Món | 2h 29' 01.8"     | Albert Michelsen   | Port Chester (USA) | 12 d'octubre de 1925 |
| Rècord Olímpic | 2h 32' 35.8" (*) | Hannes Kolehmainen | Anvers (BEL)       | 22 d'agost de 1920   |

(*) Cursa disputada sobre 42,75 quilòmetres

## Horari
| Data                       | Hora  | Ronda |
| -------------------------- | ----- | ----- |
| diumenge 7 d'agost de 1932 | 15:30 | Final |

## Resultats
| Rank | Athlete                    | Nation         | Time    | Notes |
| ---- | -------------------------- | -------------- | ------- | ----- |
| 1    | Juan Carlos Zabala         | Argentina      | 2:31:36 | RO    |
| 2    | Sam Ferris                 | Regne Unit     | 2:31:55 |       |
| 3    | Armas Toivonen             | Finlàndia      | 2:32:12 |       |
| 4    | Dunky Wright               | Regne Unit     | 2:32:41 |       |
| 5    | Seiichiro Tsuda            | Japó           | 2:35:42 |       |
| 6    | Kim Un-bae                 | Japó           | 2:37:28 |       |
| 7    | Albert Michelsen           | Estats Units   | 2:39:38 |       |
| 8    | Oskar Hekš                 | Txecoslovàquia | 2:41:35 |       |
| 9    | Kwon Tae-ha                | Japó           | 2:42:52 |       |
| 10   | Anders Hartington Andersen | Dinamarca      | 2:44:38 |       |
| 11   | Hans Oldag                 | Estats Units   | 2:47:26 |       |
| 12   | Clifford Bricker           | Canadà         | 2:47:58 |       |
| 13   | Michele Fanelli            | Itàlia         | 2:49:09 |       |
| 14   | Johnny Miles               | Canadà         | 2:50:32 |       |
| 15   | Paul de Bruyn              | Alemanya       | 2:52:39 |       |
| 16   | François Bégeot            | França         | 2:53:34 |       |
| 17   | Fernando Cicarelli         | Argentina      | 2:55:49 |       |
| 18   | Eddie Cudworth             | Canadà         | 2:58:35 |       |
| 19   | João Clemente da Silva     | Brasil         | 3:02:06 |       |
| 20   | Margarito Pomposo          | Mèxic          | 3:10:51 |       |
| —    | José Ribas                 | Argentina      | DNF     |       |
| —    | Matheus Marcondes          | Brasil         | DNF     |       |
| —    | Jorge Perry                | Colòmbia       | DNF     |       |
| —    | Ville Kyrönen              | Finlàndia      | DNF     |       |
| —    | Lasse Virtanen             | Finlàndia      | DNF     |       |
| —    | Francesco Roccati          | Itàlia         | DNF     |       |
| —    | Santiago Hernández         | Mèxic          | DNF     |       |
| —    | James Henigan              | Estats Units   | DNF     |       |
| —    | René Bonich                | Cuba           | DNS     |       |
| —    | Adalberto Cardoso          | Brasil         | DNS     |       |
| —    | Alfred Maasik              | Estònia        | DNS     |       |
| —    | Billy Savidan              | Nova Zelanda   | DNS     |       |
| —    | Franz Tuschek              | Àustria        | DNS     |       |